# Westerbeek (skib)
Westerbeek var en Ostindiefarer, som den 27. januar 1742 sejlede fra havnebyen Gale på den daværende VOC koloni Ceylon, med Forenede Nederlande som mål. Den 2. september 1742 blev skibet slået ud af kurs under en storm og sejler i tæt tåge på land vest for Lopra ved Lopranseiði på Suðuroy, Færøerne. På grund af tågen var det umulig for skibets besætning at navigere ved hjælp af solen eller stjernerne. Skibet blev slået til vrag. Skibet nåede seks ture til det fjerne østen. 10 mand omkom, mens de øvrige 81 reddede livet.
Det 650 tons svære tremastede fragtskib blev bygget 1722 på et værft i Amsterdam. Det cirka 40 meter lange skib havde to dæk og kunne laste cirka 250 tons. Skibets kaptajn var Herman Schutte og det sejlede hovedsagelig med te, kaffe og krydderier fra Batavia og Ceylon, som på dette tidspunkt var nederlandske kolonier. Turen kunne vare fra et halvt år til et år. Med ombord fra Nederland var oprindelig 160 mand, deraf 99 sømænd. 51 soldater og 10 håndværkere.

## Strandingen
På hjemrejsen fra Batavia var tre mand afgået ved døden. Fra Ceylon havde skibet en last på 100 tons peber, 100 tons te og andre varer og der var 75 sømænd, seks soldater, syv håndværkere, fem syge og en forbryder ombord. Omkring midnat den 2. september 1742 sejlede Westerbeek med fulde sejl på nogle skær ud for Lopranseiði vest for Lopra. Tidlig om morgenen driver vraget mod syd og rammer fire skær ud for det pyramidelignende fjeld Kirvi. Inden skibet blev slået til vragdele, lykkedes det for mandskabet ved hjælp af den knækkede mast at kravle over til de landfaste klipper og i sikkerhed. 10 mænd kravler op ad det stejle fjeld for at få hjælp. De deler sig i to grupper og ankommer henholdsvis til Vágur og Sumba et par timer senere.
I følge en vise, som to hollandske matroser digter om ulykken,[kilde mangler] bliver de skibbrudne godt modtaget på Suðuroy, men da de skibbrudnes rejse går nordpå, nægter Skúvoys indbyggere at give dem mad, sandsynligvis på grund af hungersnød. På Sandoy bliver de også godt modtaget, men i Kirkjubøur, hvortil de ankommer fra Sandoy, ser man helst, at de rejser videre. I Tórshavn kommer kun ti mand af sted med to skibe, mens resten må indkvarteres i nogle bygder, hvor de kan få logi og mad mod til gengæld at hjælpe bønderne, indtil i det tidlige forår i 1743 kan hentes hjem til De Forenede Nederlandene.
I sommeren 2008 har dykkere ud for strandingsstedet søgt forgæves efter eventuelle vragdele, men målinger med metaldetektor har vist metaldele 1 meter under havoverfladen.

## Opholdet på Færøerne
Der har været en del myter om, at flere af sømændene fik børn mens de opholdt sig på øerne, men der findes ingen dokumentation for det. Senere er der en pige fra Lamba som får tvillinger med en af de nederlandske sømænd, men alle tre døde i en ulykke som følge af lavine í Gerðum ved Klaksvík i 1745. Der er også en pige på Vágar som får en datter med Berent Schouten, tømmermand på Westerbeek. Hendes datter får navnet Sunneva Berntsdatter, og efter hende er der en del efterkommere, og de er de eneste sikre efterkommere på Færøerne fra Westerbeek.
Kun militærlægen Josep Gervording vælger at blive på Færøerne, hvor han virker som landkirurg. Han gifter sig med en færing og de får tre børn, men ingen af dem får børn.
Færøernes Nationalmuseum i Tórshavn er der udstillet et skrin fra Westerbeek, som drev i land ved Sumba.

## Galleri
- Westerbeek blev slået til vrag på skærene ved det pyramidelignende fjeld (under fuglen).
- Syd for Lopranseiði
- Syd for Lopranseiði.
- Kopi af VOC skibet Batavia (1626)
- Kopi af VOC skibet Batavia
- Agterenden på kopien af Batavia